# 奎勒河
奎勒河位于中国内蒙古自治区东北部，是嫩江水系甘河上游右岸的一条支流，奎勒河上游有东、西两源，西支大奎勒河为主源，发源于鄂伦春自治旗中部奎源林场以西大兴安岭莫果吉大山东麓，蜿蜒向东南流，至奎中林场以北左纳东支小奎勒河后干流始称“奎勒河”，至宜里镇大库莫村转东流，过四平山后进入莫力达瓦达斡尔族自治旗境内，经奎勒河镇，于巴彦鄂温克族乡清泉村以北汇入甘河干流。奎勒河全长242千米，流域面积4733平方千米，河道平均比降1.07‰，年均径流量8.87亿立方米。奎勒河中上游为大兴安岭林区，是中国重要的林业基地之一。河源区的奎源林场属于阿里河国家森林公园的一部分。